# بوهودلي
بوهودلي (بالصومالية: Buuhoodle)‏ ، (بالعربية: بووهودلي) ، المعروفة أيضًا باسم بوهودلي ، هي عاصمة عين في أرض البنط وكانت سابقًا في منطقة توغدير في الصومال .  وهي مدينة حدودية بارزة لحركة البضائع من وإلى الصومال والمنطقة الصومالية في إثيوبيا . المنطقة المحيطة بها غنية بالثروة الحيوانية والزراعة الوليدة.